# آبشار اسوارتیفوس
آبشار اسوارتیفوس (به ایسلندی: Svartifoss) آبشاری است که در کشور ایسلند واقع شده‌است و بلندترین ریزشگاه آن ۲۵ متر ارتفاع دارد. حوضهٔ آبریز این آبشار، رود اسوارت است.